# Salton Sea Beach
Salton Sea Beach ist ein Census-designated place im Imperial County im Süden des US-Bundesstaates Kalifornien. Salton Sea Beach liegt unmittelbar am Salton Sea und teilweise im Torres Martinez-Indianerreservat, nahe der Grenze zum Riverside County in der Nähe des Anza-Borrego Desert State Park. Das U.S. Census Bureau hat bei der Volkszählung 2020 eine Einwohnerzahl von 508 auf einer Fläche von 0,8 km² ermittelt. Die Bevölkerungsdichte liegt bei 635 Einwohnern pro km². Der Ort befindet sich an der California State Route 86.

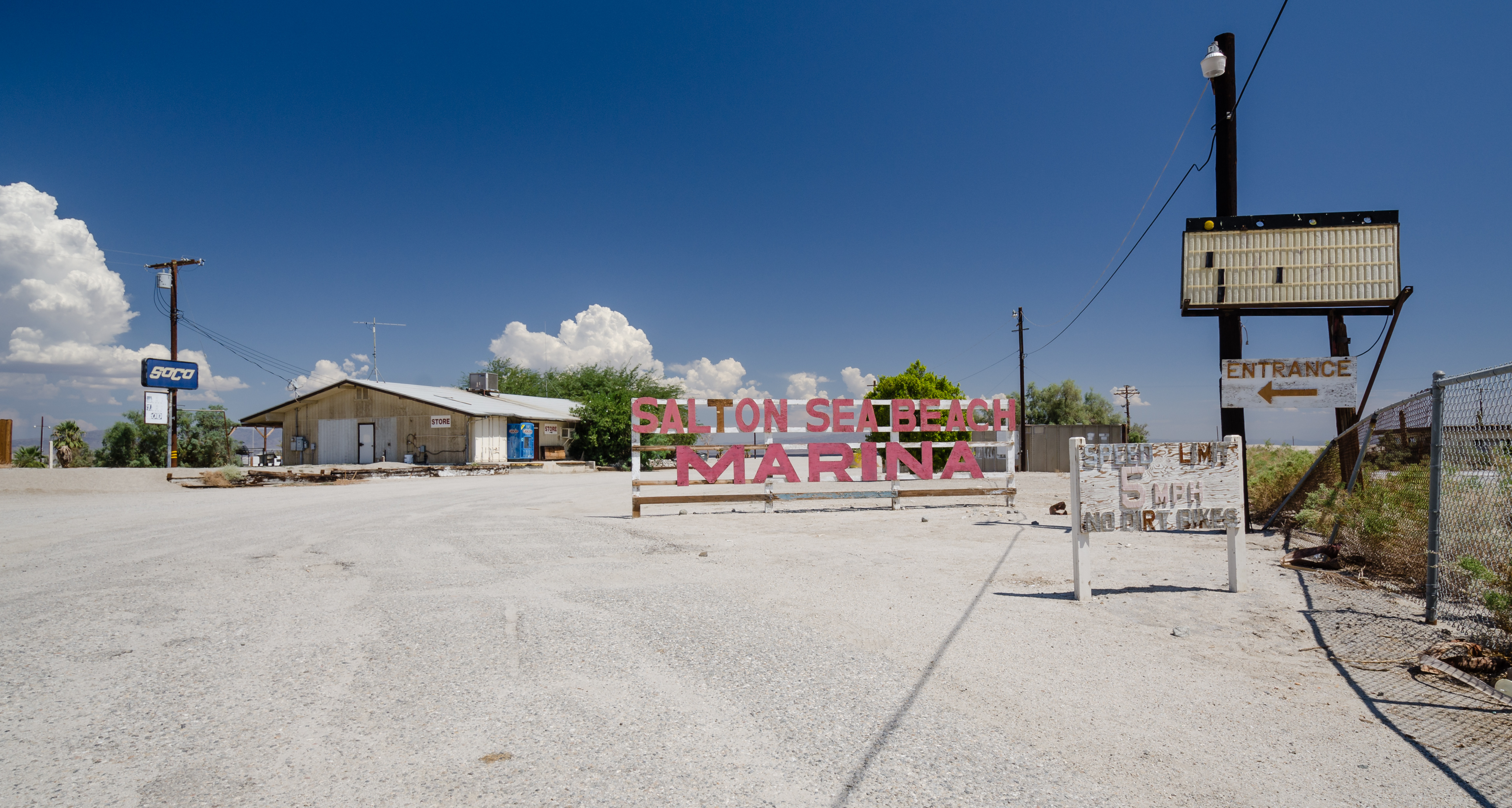
Ehemaliger Parkplatz zur Salton Sea Beach Marina
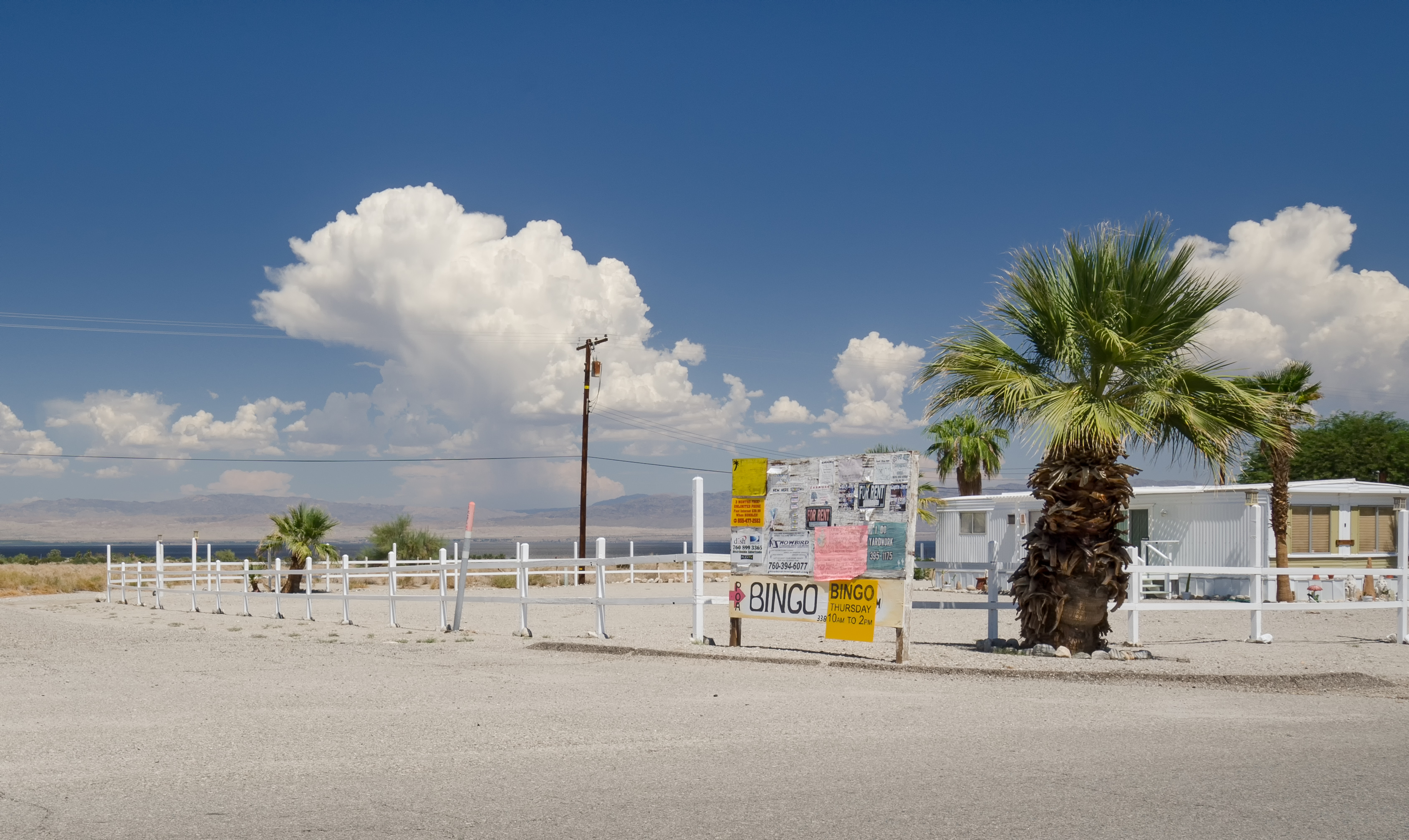
Salto Sea Beach mit Salton Sea, Informationstafel und mobilem Haus